# K-1 BATTLE SCRAMBLE
K-1 BATTLE SCRAMBLE（ケーワン バトル スクランブル）は、格闘技専門チャンネル「FIGHTING TV サムライ」にて毎週日曜24:00 - 24:30に放送されていた格闘技イベントK-1の情報番組。K-1を運営する株式会社FEGの映像チームにより制作されている。

## 概要
K-1系の格闘技イベントのうち、K-1 WORLD MAXとK-1 GRANDPRIX、および毎年大晦日の恒例イベント、K-1 PREMIUM Dynamite!!を扱う。
フジテレビ「SRS」、TBSの「格闘王」に比べ、コマーシャルイズムや人気選手にとらわれない作り方が特徴。
2006年12月31日のK-1 PREMIUM 2006 Dynamite!!で起きた秋山成勲のスキンクリーム塗布事件（いわゆるヌルヌル事件）においては、一方的に殴られる桜庭和志の声を捉えた緊迫感のあるレフェリーカメラを余すところなく放送した。

## スタッフ
- ナレーター：市川展丈
- 技術協力：ヌーベルバーグ、ディープ
- 音響効果：久留米勇介
- ディレクター：石橋昭孝、廣濱智寛
- 演出プロデューサー：佐々木敦規
- 制作協力：FILM Design Works
- 制作著作：FEG

## かつての出演者
- 武田真理子
- 鈴木美生
- 小林さくら
- マスクドコロッセオ